# Donor-driven assistance
Donor-driven assistance – model rozdzielania międzynarodowej pomocy, opozycyjny względem tzw. demand-driven assistance. W modelu tym dawca środków pomocowych determinuje potrzeby odbiorcy i udziela wsparcia w formie i według celów zgodnych ze swoimi wyobrażeniami. Odnosi się to przede wszystkim do środków pomocowych, wyrażonych w formie konsultingu, doradztwa, szkoleń lub pomocy technicznej.